# マジック (オリビア・ニュートン＝ジョンの曲)
「マジック」(Magic)は、オリビア・ニュートン＝ジョンの楽曲。映画『ザナドゥ』のサウンドトラックの為に制作された。

## 解説
Billboard Hot 100では4週連続1位を記録した。
2015年にはDave Audéによってこの曲を用いた楽曲「You Have to Believe」が制作され、オリビアと娘のクロエ・ラッタンジーがフィーチャリングされている。このリワーク・ヴァージョンは全米ビルボードのダンスチャートで1位となり、オリビアにとっても同チャートでの初の1位を達成した。

## 収録曲
7" シングル
1. マジック
2. フール・カントリー

## チャート
| チャート (1980)                                       | 最高位 |
| ----------------------------------------------------- | ------ |
| オーストラリア (ケント・ミュージック・レポート)       | 4      |
| オーストリア (Ö3 Austria Top 40)                      | 20     |
| カナダ (RPM)                                          | 1      |
| カナダ アダルト・コンテンポラリー (RPM)               | 1      |
| ドイツ (GfK)                                          | 36     |
| 日本 (オリコン)                                       | 43     |
| オランダ (Dutch Top 40)                               | 12     |
| ニュージーランド (ニュージーランド・レコード産業協会) | 4      |
| 南アフリカ (Springbok)                                | 5      |
| スウェーデン                                          | 12     |
| イギリス (OCC)                                        | 32     |
| 全米 Billboard Hot 100                                | 1      |
| 全米 アダルト・コンテンポラリー (Billboard)           | 1      |
| 全米 キャッシュボックス トップ100.                    | 1      |

| チャート (2022年)                             | 最高位 |
| --------------------------------------------- | ------ |
| カナダ デジタル・ソング・セールス (Billboard) | 37     |
| 全米 デジタル・ソング・セールス (Billboard)   | 11     |

| チャート (1980年)                    | 最高位 |
| ------------------------------------ | ------ |
| オーストラリア (Kent Music Report)   | 30     |
| カナダ (RPM)                         | 10     |
| ニュージーランド (Recorded Music NZ) | 36     |
| 全米 Billboard Hot 100               | 3      |

| チャート (1958–2018年)  | 最高位 |
| ----------------------- | ------ |
| 全米はBillboard Hot 100 | 376    |